# Paulo Henrique
Paulo Henrique (nacido el 21 de febrero de 1972) es un exfutbolista brasileño que se desempeñaba como centrocampista.
Jugó para clubes como el Internacional, Grêmio, Portuguesa, JEF United Ichihara, Vegalta Sendai, Defensor Sporting, Eastern y Fourway Athletics.

## Trayectoria

### Clubes
| Club                | País      | Año  |
| ------------------- | --------- | ---- |
| Internacional       | Brasil    | ???? |
| Grêmio              | Brasil    | ???? |
| Portuguesa          | Brasil    | ???? |
| JEF United Ichihara | Japón     | 1999 |
| Vegalta Sendai      | Japón     | 1999 |
| Defensor Sporting   | Uruguay   | ???? |
| Eastern             | Hong Kong | ???? |
| Fourway Athletics   | Hong Kong | ???? |

## Estadística de carrera

### J. League
| Club                | Año   | J. League | J. League | Copa J. League | Copa J. League | Total | Total |
| Club                | Año   | Part.     | Goles     | Part.          | Goles          | Part. | Goles |
| ------------------- | ----- | --------- | --------- | -------------- | -------------- | ----- | ----- |
| JEF United Ichihara | 1999  | 15        | 1         | 2              | 1              | 17    | 2     |
| Vegalta Sendai      | 1999  | 16        | 4         | 0              | 0              | 16    | 4     |
| Total               | Total | 31        | 5         | 2              | 1              | 33    | 6     |